# Altentreptow
Altentreptow település Németországban, Mecklenburg-Elő-Pomeránia tartományban. Lakosainak száma 5213 fő (2023. december 31.).

## Népesség
A település népességének változása:
| Lakosok száma | 6486 | 5308 | 5307 | 5188 | 5263 | 5213 |
|               | 2012 | 2017 | 2019 | 2021 | 2022 | 2023 |